# 라미드 우프닉스
라미드 우프닉스(Lamed Wufniks) 또는 라메드 바브닉스는 유대 전설에 등장하는 세계 곳곳에 흩어져 사는 36명의 의인으로, 신의 앞에서 세상을 정당화하는 사람이다. 이들은 머나 먼 옛날부터 오늘날까지 살아온 의롭지만 가난한 36명의 의인인데, 자신이 라미드 우프닉스라는 사실을 모른다. 이들은 서로를 모르고있으며 자신이 라미드 우프닉스라는 사실을 알게되면 죽게 되며, 즉시 새로운 라미드 우프닉스가 태어난다. 이들이 있는 한 신은 인류를 멸망시키지 않는다고 한다. 구약성경의 소돔과 고모라의 의인 이야기에서 이의 뿌리를 찾을 수 있다.